# Happiness (manga)
Happiness (ハピネス, Hapinesu) é uma série de manga do género sobrenatural, escrita e ilustrada por Shūzō Oshimi. É publicada na revista Bessatsu Shōnen Magazine da editora Kodansha no Japão e pela Kodansha Comics USA nos Estados Unidos.

## Lançamento
Shūzō Oshimi começou a publicar Happiness na edição de março de 2015 da revista de manga shōnen Bessatsu Shōnen Magazine da Kodansha, a 9 de fevereiro de 2015. Quatro volumes foram lançados até outubro de 2016.
A 21 de maio de 2016, a Kodansha Comics USA anunciou que adquiriu os direitos de publicação da série nos Estados Unidos, na convenção de animé Anime Central.
Em julho de 2018, a editora NewPOP iniciou a publicação da série no Brasil. 

### Volumes
| - 1. Nora (ノラ) - 2. Chi no Nioi (血のにおい) - 3. Kattō (葛藤) - 4. Yoru Aruku (夜歩) - 5. Daishō (代償) |

| - 6. Futagumi (二組) - 7. Ketsu Matsu (血沫) - 8. Hōkō (咆哮) - 9. Kurayami (暗闇) - 10. Saku (サク) |

| - 11. Yūki (勇樹) - 12. Kegai (化外) - 13. Nedoko (寝床) - 14. Hakkaku (発覚) - 15. Kōsa (交差) |